# Набэсима Наотада
Набэсима Наотада (яп. 鍋島 直紀, 30 июня 1826 — 23 февраля 1891) — японский государственный деятель, последний 9-й даймё княжества Хасуноикэ (1845—1871).

## Биография
Родился в Хасуикэ (ныне район города Сага) как старший сын Набэсимы Наотомо, 8-го даймё Хасуноикэ. Мать, Суйко, дочь Нидзё Харутаки. В 1845 году Наотада унаследовал княжество в связи с уходом на покой своего отца, но реальная власть продолжала принадлежать Наотомо вплоть до 1864 года.
С 1854 года Наотаде было приказано сёгунатом усилить оборону Нагасаки, из-за расходов на которую финансовое положения княжества ухудшилось в результате чего его долги возросли. В 1864 году Набэсима направил 1000 солдат в Киото на помощь сёгунату в Первый карательный поход в Тёсю.
В 1868 году Наотада перешёл на проимператорскую сторону в войне Босин и отправил войска под командованием своего младшего брата Исии Тадами в провинцию Дэва. В 1871 году в связи с ликвидацией ханов и основанием префектур Наотада ушёл с поста даймё и переехал в Токио. В том же году Наотада передал семейное главенство своему приёмному сыну Наото.
В 1891 году Набэсима Наотада умер в своей резиденции в районе Адзабу в Токио в возрасте 64 лет.

## Семья
Первая жена, дочь Набэсимы Наотаки, 9-го даймё Оги. Вторая жена, Эцу-онна, дочь Набэсимы Наонаги, 10-го даймё Касимы. Приёмный сын, Набэсима Наото, восьмой сын Набэсимы Наомасы, 11-го даймё Саги.
Дети от неизвестной матери:
- Тэруко, жена Набэсимы Наото
- Ацуко, жена Абэ Масатакэ[яп.]
- Мацудайра Норинага, шестой сын и приёмный сын Мацудайры Норитоси[яп.]
- Тика, жена Набэсимы Куматаро, позже жена Окубо Норимасы
- Цунэко, жена Ии Наонори[яп.]
- Такако, девятая дочь и жена Хондзё Мунэёси[яп.]